# Мартин, Дани
Даниэ́ль Марти́н Гарси́я (исп. Daniel Martín García; род. 19 февраля 1977, Мадрид) — испанский музыкант и актёр. В прошлом фронтмен испанской поп-рок-панк-группы El Canto del Loco.

## Биография
Мартин родился в Алькобендасе, городе в провинции Мадрид. В 1999 году вместе с двоюродным братом Давидом Отеро организовал группу El Canto del Loco. Три альбома группы, записанные группой в 2000-е годы, занимали первые строчки музыкальных хит-парадов. В 2010 году группа распалась, и Дани Мартин занялся сольной карьерой. Его первый сольный альбом Pequeño сразу завоевал первое место в чартах. Песня Дани Мартина Cero стала хитом лета 2013 года в Испании, а осенью этого же года второй альбом Мартина вновь занял первое место в музыкальных рейтингах.
Дани Мартин также работает в кино, театре и на телевидении. Снялся в главных ролях в короткометражной ленте «Сирены» Фернандо Леона де Араноа, фильмах «Без стыда» Хоакина Ористреля, «Прорва» Карлоса Вильяверде и Мануэля Санабрии, «Меня зовут Хуани» Бигаса Луны и в небольшой роли Марио в фильме Педро Альмодовара «Разомкнутые объятия». На телевидении Дани Мартин появлялся в нескольких телевизионных сериалах, в том числе, в «Людях Пако». В 2007—2008 годах Мартин снялся в главной роли в двух сезонах телесериала «Обратный отсчёт», сыграв молодого импульсивного начальника отделения полиции Пабло Корсо.
В 2007—2009 годах Дани Мартин состоял в отношениях с ведущей Патрисией Конде. В 2009—2012 годах был связан романтическими отношениями со стилисткой Угой Рей и даже собирался на ней жениться. В 2013 году у Дани Мартина сложились отношения с телеведущей канала Telecinco Мелиссой Хименес. С начала 2014 года по сентябрь 2014 года Мартина связали отношения с актрисой Бланкой Суарес, с которой познакомился на съёмках видеоклипа Emocional.

## Дискография

### Альбомы
- Pequeño (2010)
- Dani Martín (2013)
- La Montaña Rusa (2016)

### Синглы
- 16 añitos (2010)
- Mira la vida (2010)
- Mi lamento (2011)
- Cuestión de prioridades por el cuerno de África (2012)
- Fight for Life (2012)
- Cero (2013)
- Caminar (2013)
- Qué bonita la vida (2013)
- Emocional (2014)

## Фильмография
| Год       |     | Русское название           | Оригинальное название               | Роль                        |
| --------- | --- | -------------------------- | ----------------------------------- | --------------------------- |
| 1991      | тф  | —                          | El 92 cava con todo                 | Ботонес                     |
| 1995      | кор | —                          | Sirenas                             | Карлос                      |
| 1995      | с   | —                          | ¡Ay, Señor, Señor!                  | молодой Флорес              |
| 1998      | кор | Прости, прости             | Perdón, perdón                      | друг Джимми                 |
| 1999      | с   | Комиссар                   | El comisario                        | Камелло                     |
| 1999      | с   | Дом неприятностей          | La casa de los líos                 | Рауль                       |
| 1999      | с   | Петра Деликадо             | Petra Delicado                      | Скин                        |
| 1999      | ф   | Переживать                 | Sobreviviré                         | первый парень               |
| 1999      | с   | После окончания школы      | Al salir de clase                   | участник музыкальной группы |
| 2000      | с   | Полицейские, в сердце улиц | Policías, en el corazón de la calle | Серхио                      |
| 2000      | с   | Центральная больница       | Hospital Central                    | Тони Чаморро                |
| 2000      | с   | —                          | Robles, investigador                | н/д                         |
| 2000      | с   | —                          | Raquel busca su sitio               | Роби                        |
| 2001      | ф   | Без стыда                  | Sin vergüenza                       | Фелипе                      |
| 2001      | ф   | Я люблю тебя, детка        | I Love You Baby                     | Карлос                      |
| 2004      | с   | —                          | 7 vidas                             | Луис                        |
| 2005      | ф   | Прорва                     | Sinfín                              | Иван                        |
| 2005      | ф   | Торренте 3: Защитник       | Torrente 3: El protector            | Йонки                       |
| 2006      | ф   | Меня зовут Хуани           | Yo Soy La Juani                     | Хонас                       |
| 2007—2008 | с   | Обратный отсчёт            | Cuenta atrás                        | Корсо                       |
| 2009      | ф   | Разомкнутые объятия        | Los abrazos rotos                   | Марио                       |
| 2009      | с   | Пако и его люди            | Los hombres de Paco                 | Хота                        |
| 2017      | с   | —                          | Series de saldo                     | н/д                         |
| 2019      | кор | —                          | Mi hermano Juan                     | н/д                         |